# Ally Sentnor
Allyson "Ally" Marie Sentnor (Hanson, 18 februari 2004) is een voetbalspeelster uit de Verenigde Staten. Ze speelt als middenvelder en aanvaller voor Kansas City Current in de NSWL.

## Clubcarrière
Sentnor werd geselecteerd voor Utah Royals in 2024, dat terugkeerde in NSWL na een vierjarige absentie. Ze tekende een tweejarig contract. Sentnor debuteerde in de eerste wedstrijd van het seizoen tegen Chicago Red Stars op 16 maart 2024. Sentnor maakte haar eerste doelpunt op profniveau op 22 maart 2024 in een met 2-1 gewonnen thuiswedstrijd tegen North Carolina Courage. Ze begon het seizoen als buitenspeler en maakte in deze rol zeven doelpunten alvorens ze een rol als aanvallende middenvelder toebedeeld kreeg vanaf eind juni 2024.
Sentnor werd benoemd tot rookie van de maand en speelster van de maand in juli 2024 nadat ze die maand drie doelpunten maakte en een assist gaf in vier wedstrijden. Sentnor eindigde haar debuutseizoen met vijf doelpunten en vijf assists in 23 wedstrijden in alle competities.. Na afloop van het seizoen werd ze genomineerd voor de prijs NSWL Rookie of the Year, maar verloor van Croix Bethune.
Sentnor maakte op 18 april 2025 het op twee na laatste doelpunt ooit in de NSWL door in de tiende minuut van de blessuretijd een penalty te benutten en daarmee haar ploeg aan een 1-0 overwinning te helpen op Chicago Stars.
Op 1 augustus 2025 maakte Sentnor voor een transfersom van $600.000 de overstap naar competitiegenoot Kansas City Current.

## Statistieken
| Seizoen | Club                | Land             | Competitie | Wedstrijden | Doelpunten |
| ------- | ------------------- | ---------------- | ---------- | ----------- | ---------- |
| 2024    | Utah Royals         | Verenigde Staten | NWSL       | 21          | 3          |
| 2025    | Utah Royals         | Verenigde Staten | NWSL       | 13          | 1          |
| 2025    | Kansas City Current | Verenigde Staten | NWSL       | 1           | 0          |
| Totaal  | Totaal              | Totaal           | Totaal     | 35          | 4          |

Laatste update: 13 augustus 2025

## Interlandcarrière
Sentnor werd voor het eerst opgeroepen voor het Amerikaanse nationale team door bondscoach Emma Hayes op 18 november 2024 voor vriendschappelijke wedstrijden tegen Engeland en Nederland. Ze maakte haar debuut op 30 november 2023 in een 0-0 gelijkspel tegen Engeland op Wembley Stadium door in de 88ste minuut in te vallen voor Lindsey Horan. Op 20 februari 2025 had Sentnor voor het eerst een basisplaats en maakte ze haar eerste interlanddoelpunt door raak te schieten tegen Colombia tijdens de SheBelieves Cup in 2025. Ze was de zesde speelster die in alle drie de wedstrijden tijdens de SheBelieves Cup een doelpunten wist te maken of een assist te geven.